# Thảm sát người Ba Lan ở Volhynia và Đông Galicia
Vụ thảm sát người Ba Lan ở Volhynia và Đông Galicia (tiếng Ba Lan: rzeź wołyńska, nghĩa: giết chóc Volhynia; tiếng Ukraina: Волинська трагедія, bi kịch Volyn) là một phần của hoạt động thanh lọc sắc tộc thực hiện tại vùng đất Ba Lan bị Đức quốc xã chiếm đóng, do Bộ tư lệnh Bắc của Quân đội kháng chiến Ukraina (tiếng Ukraina: Українська Повстанська Армія, УПА, Ukrayins’ka Povstans’ka Armiya, UPA) thực hiện ở vùng Volhynia (Reichskommissariat Ukraine) và Bộ tư lệnh Nam của UPA ở Đông Galicia (Chính phủ chung), bắt đầu từ tháng 3 năm 1943 và kéo dài cho đến cuối năm 1944 .
Đỉnh điểm của vụ thảm sát diễn ra là ngày 11 tháng 7 năm 1943 và tiếp diễn trong tháng 7 và tháng 8. Hầu hết các nạn nhân là phụ nữ và trẻ em. Những hành động của UPA cướp đi sinh mạng của khoảng 35.000 - 60.000 người Ba Lan ở Volhynia và khoảng 25.000-40.000 người ở Đông Galicia, tổng số từ 76.000 đến 106.000 nạn nhân thương vong theo nhà sử học Ba Lan Grzegorz Motyka .
Các vụ giết chóc trực tiếp liên hệ đến các chính sách của phe Bandera trong Tổ chức Quốc dân Ukraina (tiếng Ukraina: Організація Українських Націоналістів, Orhanizatsiya Ukrayins'kykh Natsionalistiv hay ОУН, tiếng Anh: OUN-B, Organization of Ukrainian Nationalists) và cánh quân sự của nó là Quân đội kháng chiến Ukraina (UPA), theo mục tiêu đặt ra tại Hội nghị lần thứ hai của OUN-B từ ngày 17 đến 23 tháng 2 năm 1943 (hoặc tháng 3 năm 1943) làm tất cả những gì để thanh trừng những thứ phi Ukraine ra khỏi nhà nước Ukraine trong tương lai . Không chỉ hạn chế các hoạt động của họ ở việc tẩy rửa thường dân Ba Lan, UPA còn muốn xóa tất cả các dấu vết về sự hiện diện của Ba Lan trong khu vực . Các nhà sử học Timothy Snyder và Jeffrey Burds nhận thấy các vụ thảm sát như là một phần của một cuộc chiến tranh dân sự đa chiều trong vùng lãnh thổ của Đức chiếm đóng, mà người Ba Lan phải ứng phó với các cuộc tấn công của Ukraina .
Năm 2008, các vụ thảm sát do lực lượng dân tộc chủ nghĩa Ukraina chống lại sắc tộc Ba Lan ở Volhynia và Đông Galicia đã được Viện Tưởng niệm Quốc gia Ba Lan (tiếng Ba Lan: Instytut Pamięci Narodowej – Komisja Ścigania Zbrodni przeciwko Narodowi Polskiemu, IPN; tiếng Anh: Institute of National Remembrance) của Ba Lan mô tả là "mang những đặc điểm riêng của một cuộc diệt chủng" .
Nó được coi là cái "áp xe khó lành trong mối quan hệ giữa Ba Lan và Ukraina", đặc biệt là khi còn có khoét thêm. Thượng viện Ba Lan đã đề nghị Hạ viện tuyên bố ngày 11 tháng 7 là Ngày toàn quốc tưởng niệm nạn nhân vụ thảm sát . Trong khi đó tại Ukraina thì nhân vật chính Stepan Bandera được cánh hữu (đặc biệt là Pravyi Sektor) tôn là Anh hùng Ukraina, tên được đặt cho nhiều đường phố ở các thành phố ở tây Ukraina. Hội đồng thành phố Kiev ngày 07/07/2016 đã biểu quyết 87 trên 10 ủng hộ đề nghị của thị trưởng Vitali Klitschko đổi tên Đại lộ Moskva (Московський проспект) thành Đại lộ Stepan Bandera .

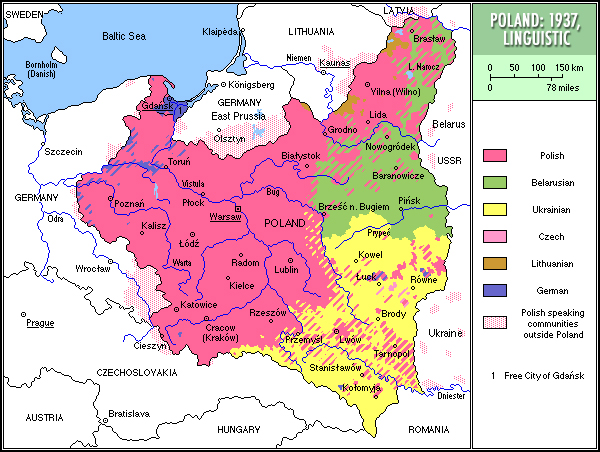
Phân bố sắc tộc và ngôn ngữ ở Đệ nhị CH Ba Lan, 1937.

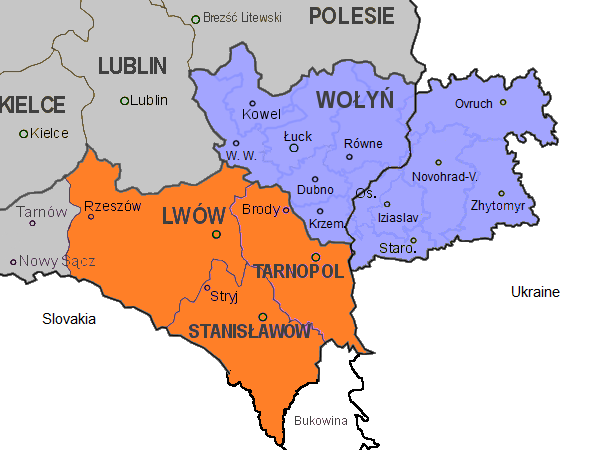
Bản đồ Volhynia (lam) và Đông Galicia (cam) năm 1939.

## Bối cảnh
Căng thẳng Ba Lan - Ukraina có lịch sử vài trăm năm, liên quan đến vấn đề lãnh thổ, tôn giáo và xã hội , đặc biệt là cuộc Khởi nghĩa Khmelnytsky thế kỷ 17, đã để lại trong ký ức tầm quốc gia của cả hai bên . Trong khi quan hệ không phải là luôn luôn hài hòa, người Ba Lan và Ukraina tương tác với nhau trên mọi cấp độ dân sự, kinh tế, và chính trị trong suốt hàng trăm năm.
Với sự gia tăng của chủ nghĩa dân tộc trong thế kỷ 19, sắc tộc của người dân đã trở thành một vấn đề, và những cuộc xung đột nổ ra một lần nữa sau Chiến tranh thế giới thứ nhất. Cả người Ba Lan và Ukraina tuyên bố chủ quyền vùng lãnh thổ Volhynia và Đông Galicia. Những cuộc xung đột chính trị leo thang tại Đệ nhị Cộng hòa Ba Lan trong khoảng thời gian giữa hai cuộc chiến, đặc biệt là trong những năm 1930 do kết quả của một chu kỳ trong hoạt động bán quân sự của Tổ chức Quốc dân Ukraina (tiếng Ukraina: Організація Українських Націоналістів, Orhanizatsiya Ukrayins'kykh Natsionalistiv hay ОУН), thành lập tại Ba Lan, và bị nhà nước đàn áp sau đó . Trừng phạt tập thể lan ra tới hàng ngàn người, chủ yếu là nông dân vô tội, làm trầm trọng thêm tình trạng thù địch giữa nhà nước Ba Lan và người dân Ukraina .
Lúc bắt đầu Chiến tranh thế giới thứ hai, với cuộc xâm lược và sáp nhập lãnh thổ của Liên Xô ở khu vực đó trong thời kỳ 1939-1941 (xem Cuộc tấn công Ba Lan, 1939), các chiến binh dân tộc cực đoan Ukraina, không tin tưởng về tham vọng lãnh thổ của Ba Lan, thấy cơ hội để làm sạch người Ba Lan ra khỏi lãnh thổ lịch sử được xem là của người Ukraina, và chính xác là để trả thù cho việc "Ba Lan hóa" mà nhà nước Ba Lan sau tái lập đã gây ra ở Ukraina. Vụ giết chóc người Ba Lan ở Volhynia và Đông Galicia bắt đầu ngay sau vụ sáp nhập lãnh thổ của Liên Xô, tiếp tục trong thời kỳ chiếm đóng của Đức, và tiếp tục cả sau khi Liên Xô tái chiếm miền tây Ukraina vào năm cuối cùng của cuộc chiến.

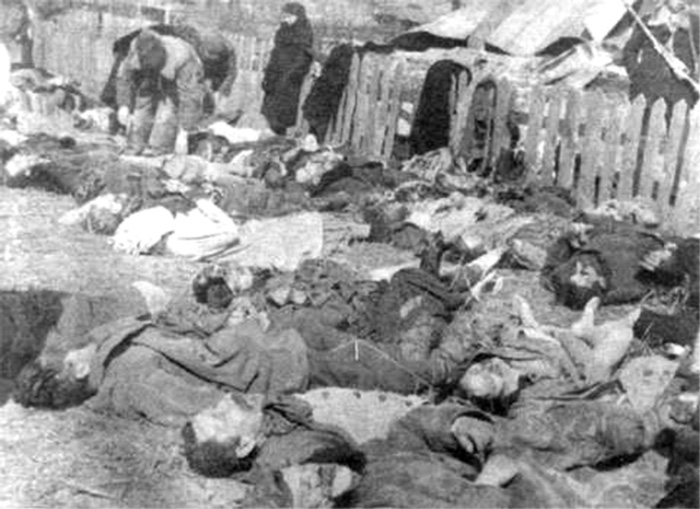
Một vụ thảm sát do UPA gây ra ở làng Lipnicki, Ba Lan, 1943.

## Số lượng nạn nhân

### Thương vong người Ba Lan
Số người chết trong số thường dân bị sát hại trong vụ thảm sát Volhynia vẫn đang được nghiên cứu. Ít nhất 10% người Ba Lan ở Volhynia đã bị UPA giết chết trong thời gian này. Tương ứng "thương vong Ba Lan chiếm khoảng 1% dân số trước chiến tranh của Ba Lan trên vùng lãnh thổ nơi UPA đã hoạt động và 0,2% toàn bộ dân số người Ba Lan ở Ukraine và Ba Lan." Łossowski nhấn mạnh rằng tài liệu đó còn xa sự thật, vì trong nhiều trường hợp không có người sống sót để sau đó có thể làm chứng.
Các cuộc xâm lược của Liên Xô và Đức Quốc xã ở vùng đất miền đông Ba Lan trước chiến tranh, các vụ thảm sát của UPA, và việc Liên Xô xua đuổi người Ba Lan sau chiến tranh, tất cả đã góp cho việc loại bỏ tương hỗ sự hiện diện của người Ba Lan trong khu vực. Những người còn lại rời Volhynia chủ yếu là sang tỉnh lân cận Lublin. Sau chiến tranh, những người sống sót di chuyển xa hơn về phía tây đến vùng Hạ Silesia. Trẻ mồ côi Ba Lan từ Volhynia được giữ ở một số trại trẻ mồ côi, với trại lớn nhất ở quanh Kraków. Một số làng Ba Lan tại Volhynia và Đông Galicia không còn tồn tại nữa và chỉ là đống đổ nát.
Có một sự đồng thuận chung giữa các nhà sử phương Tây và Ba Lan rằng thương vong do UPA gây ra cho Ba Lan ở Volhynia trong phạm vi từ 35.000 đến 60.000 . Theo Ivan Katchanovski thì "cận dưới của các ước tính [35.000] là đáng tin cậy hơn, so với những ước tính cao hơn thường dựa trên giả định rằng người dân Ba Lan trong khu vực ít có khả năng bị tiêu diệt do kết quả của chính sách diệt chủng của Đức Quốc xã so với các vùng khác của Ba Lan và so với dân số Ukraina của Volhynia" .
Władysław Siemaszko và con gái Ewa Siemaszko đã ghi nhận 33.454 nạn nhân Ba Lan, trong số đó có 18.208 được biết đến với tên họ . Tháng Bảy 2010 Ewa Siemaszko tăng con số là 38.600 nạn nhân ghi nhận, và 22.113 được biết đến với tên họ . Nhà xã hội học Piotrowski cho rằng các hành động của UPA dẫn đến một số lượng ước tính 68.700 người chết ở Wołyń Voivodeship . Theo Per Anders Rudling thì UPA giết khoảng 40.000 - 70.000 người Ba Lan ở vùng này .
Số thường dân Ba Lan bị giết ở Đông Galicia được cho là giữa 20.000 - 25.000 , 25.000  và 30.000 - 40.000 .
Ước tính tổng số nạn nhân Ba Lan ở Volhynia và Đông Galicia, theo Niall Ferguson là từ 60.000 - 80.000 , G. Rossolinski-Liebe là 70.000 - 100.000 , John P. Himka là 100.000 . Motyka ước khoảng 80.000 - 100.000 người cho thời kỳ 1943-1947 .

### Thương vong người Ukraina
Thương vong người Ukraina dưới bàn tay của người Ba Lan được ước tính khoảng 2.000 - 3.000 ở Volhynia . Cùng với những người thiệt mạng trong các lĩnh vực khác, số thương vong người Ukraina là giữa 11.000 và 15.000 , với số lượng lớn trong số họ là ở Đông Galicia và ở nơi ngày nay là Ba Lan. Các con số bao gồm những người đã chết như là một phần của sự đàn áp của cộng sản trong thời hậu chiến ở Ba Lan .
Theo Kataryna Wolczuk thương vong Ukraina cho tất cả các khu vực bị ảnh hưởng bởi cuộc xung đột, được ước tính từ 10.000 đến 30.000 từ năm 1943 đến năm 1947 . Theo Motyka, tác giả của một chuyên khảo cơ bản về UPA , ước tính 30.000 thương vong là không có cơ sở. Số người Ukraina chết cũng bao gồm cả trường hợp xảy ra trong việc tái định cư bắt buộc thời hậu chiến người Ukraina thiểu số ở Ba Lan của chính quyền cộng sản trong Chiến dịch Vistula .
Timothy Snyder cho rằng có thể là UPA đã giết nhiều người Ukraina như nó đã làm với người Ba Lan, những người Ukraina địa phương đã không tuân thủ hình thức của chủ nghĩa dân tộc của OUN và được coi là kẻ phản bội . Trong vòng một tháng kể từ khi bắt đầu cuộc thảm sát, các đơn vị tự vệ Ba Lan phản ứng mức độ; tất cả các cuộc xung đột dẫn đến người Ba Lan trả thù dân Ukraina . Theo Motyka, số nạn nhân Ucraina là cỡ 2.000 - 3.000 ở Volhynia và giữa 11.000 - 15.000 trong tất cả các vùng lãnh thổ bao phủ bởi cuộc xung đột . Cũng có những hành động tàn bạo của du kích Liên Xô và cảnh sát Đức, như là một phần của xung đột trong Thế chiến thứ hai, làm tăng số thương vong. G. Rossolinski-Liebe đưa ra con số người Ukraina (cả thành viên OUN-UPA lẫn thường dân) bị giết bởi người Ba Lan trong và sau Thế chiến thứ hai là cỡ 10.000 - 20.000 .

## Trách nhiệm
Tổ chức Quốc dân Ukraina OUN, trong đó cánh quân sự là Quân đội kháng chiến Ukraina UPA, là lực lượng thực hiện loại trừ, kể cả bằng vũ lực nếu cần, các thành tố phi-Ukraina ra khỏi các lĩnh vực xã hội và kinh tế cho một quốc gia Ukraina trong tương lai .
Vào năm 1929 OUN đã thông qua "Mười điều răn" (Decalogue) cho tất cả các thành viên phải tuân theo. Điều răn này nói "Đừng ngần ngại để thực hiện các hành động nguy hiểm nhất" và "Hãy đối xử với kẻ thù của dân tộc với lòng căm thù và sự tàn nhẫn" .
Quyết định thanh lọc sắc tộc khu vực phía đông sông Bug đã được Quân đội nổi dậy Ukraina thực hiện vào đầu năm 1943. Tháng 3/1943, OUN-B (cụ thể là Mykola Lebed ) đặt ra bản án tử hình tập thể cho tất cả người Ba Lan sống trong các cựu phần phía đông của Đệ nhị Cộng hòa Ba Lan, và một vài tháng sau đó các đơn vị địa phương của UPA được lệnh hoàn thành các hoạt động trong sự vội vàng . Các quyết định làm sạch dân Ba Lan khỏi lãnh thổ xác định tiến trình các sự kiện trong tương lai.
Theo Timothy Snyder, sự thanh lọc sắc tộc Ba Lan được quyết định bởi phe Bandera cực đoan trong OUN-B, chứ không phải là của phe Melnyk của tổ chức đó, hay các tổ chức chính trị hay tôn giáo Ukraina khác. Các nhà điều tra Ba Lan cho rằng các lãnh đạo trung ương OUN-B quyết định vào tháng 2 năm 1943, để đẩy tất cả người Ba Lan ra khỏi Volhynia, nhằm có được một "lãnh thổ dân tộc thuần túy" cho thời kỳ hậu chiến. Trong số những người đứng đằng sau quyết định này, có Dmytro Klyachkivsky, Vasyl Ivakhov, Ivan Lytvynchuk, và Petro Oliynyk .
Bạo lực sắc tộc càng trầm trọng hơn với tuyên truyền bằng các áp phích và tờ rơi, kích động người Ukraina giết người Ba Lan và tương tự cả người Do Thái, người Nga (Judeo-Muscovite) .

## Sự hòa giải
Sự thừa nhận chính thức vụ thanh lọc sắc tộc vẫn còn là một vấn đề tranh cãi của các sử gia và lãnh đạo chính trị giữa Ba Lan và Ukraina. Có các nỗ lực đang được tiến hành để mang lại sự hòa giải giữa Ba Lan và Ukraina liên quan đến sự kiện bi thảm này.
Phía Ba Lan đã thực hiện các bước theo hướng hòa giải. Năm 2002 tổng thống Aleksander Kwasniewski bày tỏ sự hối tiếc về chương trình tái định cư, được gọi là Chiến dịch Vistula, nói rằng "Chiến dịch Vistula khét tiếng là một biểu tượng của những hành động ghê tởm gây ra bởi chính quyền cộng sản đối với công dân Ba Lan gốc Ukraina." Ông lập luận rằng "Chiến dịch Vistula là sự trả thù cho việc giết người Ba Lan của Quân đội nổi dậy Ukraina" trong 1943-1944, là "nguỵ biện và phi đạo đức không thể chấp nhận", như nó gọi là "nguyên tắc về tội lỗi tập thể." 
Chính phủ Ukraina thì vẫn chưa ban hành một lời xin lỗi . Ngày 11/07/2003, các tổng thống Aleksander Kwasniewski và Leonid Kuchma đã tham dự một buổi lễ được tổ chức tại làng Volhynia ở Pavlivka (trước đây gọi là Poryck) , nơi được đặt một tượng đài để ghi nhớ. Tổng thống Ba Lan nói rằng, là không công bằng khi đổ lỗi toàn bộ cho đất nước Ukraina về những hành động khủng bố này, và rằng "Dân tộc Ukraina không thể bị đổ lỗi về vụ thảm sát gây ra đối với người Ba Lan. Không có quốc gia nào là tội lỗi... Nó luôn luôn là của những người cụ thể, người phải chịu trách nhiệm về tội ác".
Động thái mới nhất, là ngày 04/07/2016 một nhóm 45 chính trị gia Ba Lan đang hoạt động hoặc nghỉ, trong đó có cựu Tổng thống Lech Walesa, Aleksander Kwasniewski, và Bronislaw Komorowski, ban hành một bức thư tới Ukraina xin tha thứ cho những thiệt hại gây ra bởi người Ba Lan trong cuộc xung đột . Bức thư là lời phúc đáp cho lời phát biểu tương tự đưa ra một tháng trước, của các chính khách khác nhau ở Ukraina, trong đó có cựu Tổng thống Leonid Kravchuk và Viktor Yushchenko .
Tuy nhiên điều này không có nghĩa rằng đã hết những thứ như Oleh Tyahnybok nói "They took their automatic guns on their necks and went into the woods, and fought against the Muscovites, Germans, Jews and other scum who wanted to take away our Ukrainian state." .

## Vấn đề tội ác diệt chủng
Việc coi sự kiện này là "diệt chủng" hay "thanh lọc sắc tộc" là điều tranh luận. Sử gia Per Anders Rudling cho rằng mục tiêu của OUN-UPA không phải để tiêu diệt tất cả người Ba Lan, mà là để xóa sạch chủng tộc khác trong vùng để đạt được một quốc gia thuần chủng. Nó nhắm đến ngăn chặn sự lặp lại như thời kỳ 1918-1920 khi Ba Lan đè bẹp Ukraina độc lập, cũng như lực lượng "Polish The Home Army" đang nỗ lực khôi phục lại nước Cộng hòa Ba Lan trong biên giới trước năm 1939 của nó .
Theo Ivan Katchanovski, những vụ giết người hàng loạt người Ba Lan ở Volhynia của UPA không thể được phân loại như là một cuộc diệt chủng vì không có bằng chứng cho thấy UPA nhắm đến tiêu diệt toàn bộ hoặc đáng kể một phần của dân tộc Ba Lan. Hành động của UPA chủ yếu giới hạn trong một vùng tương đối nhỏ và số lượng người Ba Lan thiệt mạng chiếm một phần rất nhỏ dân số Ba Lan trước chiến tranh trên lãnh thổ nơi UPA hoạt động, và của toàn dân Ba Lan tại Ba Lan và Ukraina .
Viện Tưởng niệm Quốc gia Ba Lan điều tra các tội ác của UPA chống lại người Ba Lan ở Volhynia, Galicia, và tỉnh Lubelskie trước chiến tranh, đã thu thập hơn 10.000 trang tài liệu và văn bản. Các cuộc thảm sát đã được ủy viên Ủy ban Công tố Piotr Zając phân loại là có đặc tính của một cuộc diệt chủng. Theo Zając, "không nghi ngờ rằng các tội ác chống lại nhân dân sắc tộc Ba Lan có tính cách diệt chủng" . Ngoài ra, Viện Tưởng niệm trong một bài báo xuất bản nói rằng:
Cuộc thảm sát Volhynia có tất cả các đặc điểm của cuộc diệt chủng được liệt kê trong Công ước Liên Hợp Quốc về Ngăn ngừa và Trừng phạt Tội ác Diệt chủng năm 1948, trong đó xác định diệt chủng như một hành động "phạm tội với ý định để tiêu diệt, toàn bộ hoặc một phần, một quốc gia, sắc tộc, nhóm chủng tộc hoặc tôn giáo, hay tương tự" .
Ngày 15/07/2009 Sejm nước Cộng hòa Ba Lan nhất trí thông qua một nghị quyết về "số phận bi thảm của người Ba Lan ở vùng đất phía đông biên giới" (Eastern Borderlands). Lời văn nghị quyết nói rằng tháng 7 năm 2009 đánh dấu kỷ niệm 66 năm "sự khởi đầu của các hành động chống Ba Lan của Tổ chức Quốc dân Ukraina và Quân đội nổi dậy Ukraina trên vùng lãnh thổ Đông Ba Lan. Vụ giết người hàng loạt đặc trưng bởi thanh lọc sắc tộc với nhãn hiệu của tội ác diệt chủng". Ngày 07/07/2016 Thượng viện Ba Lan đã thông qua nghị quyết gọi các vụ thảm sát này là cuộc diệt chủng .

## Chỉ dẫn
1. ↑  Người Nga được gọi là "Muscovite" ở Tây Ukraina.